# Velocipede

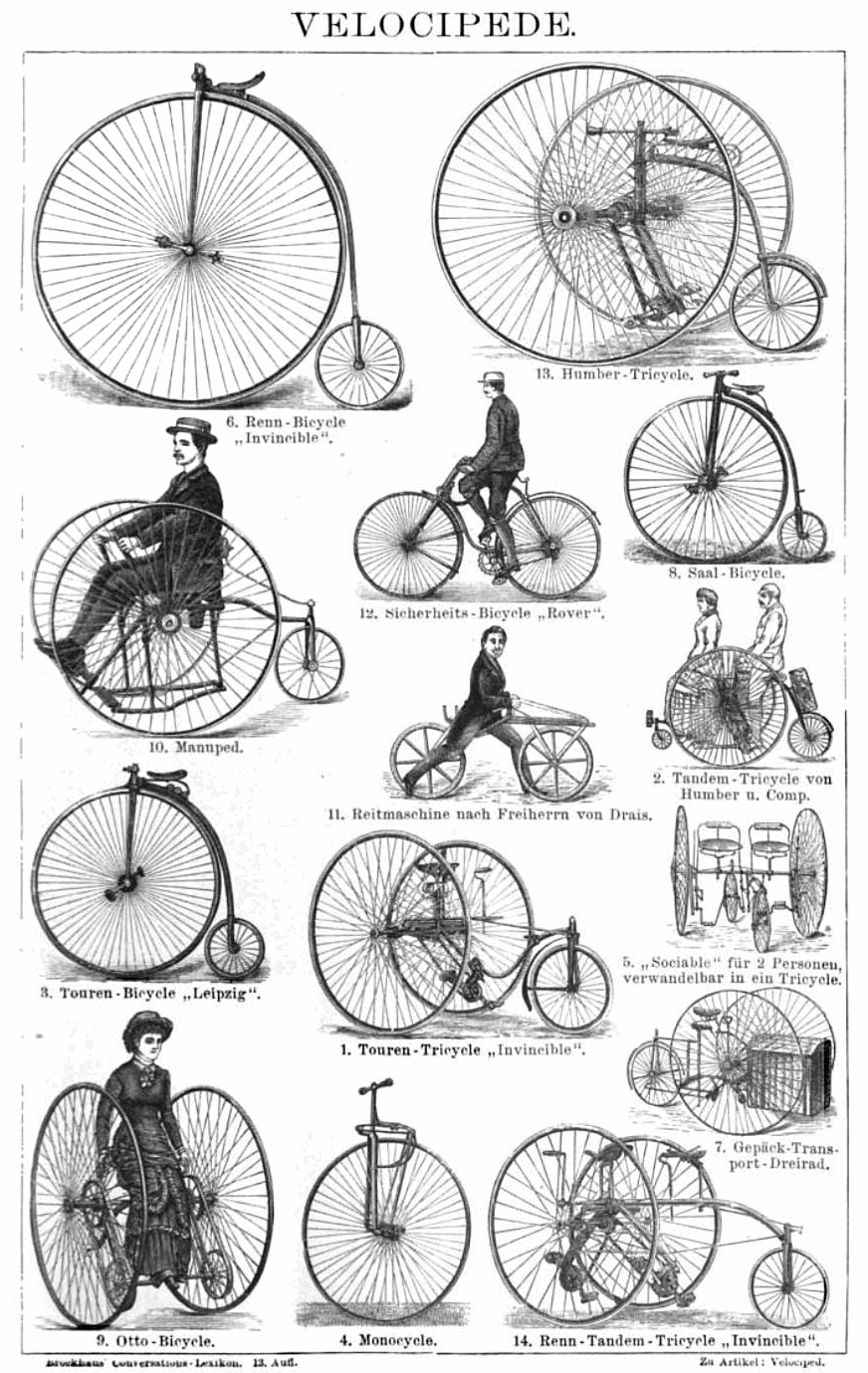
Velocipedi da una enciclopedia tedesca del 1887

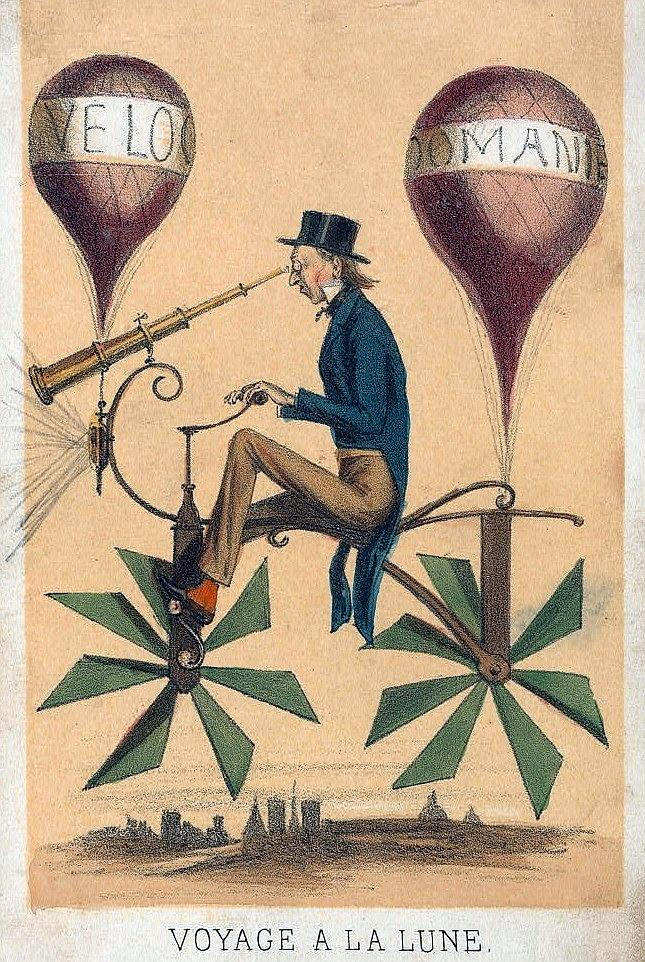
Vélocipédomanie, disegno umoristico francese anonimo apparso tra 1865 e 1870

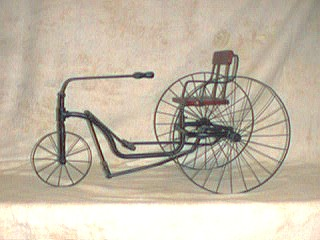
Velocipede del 1880

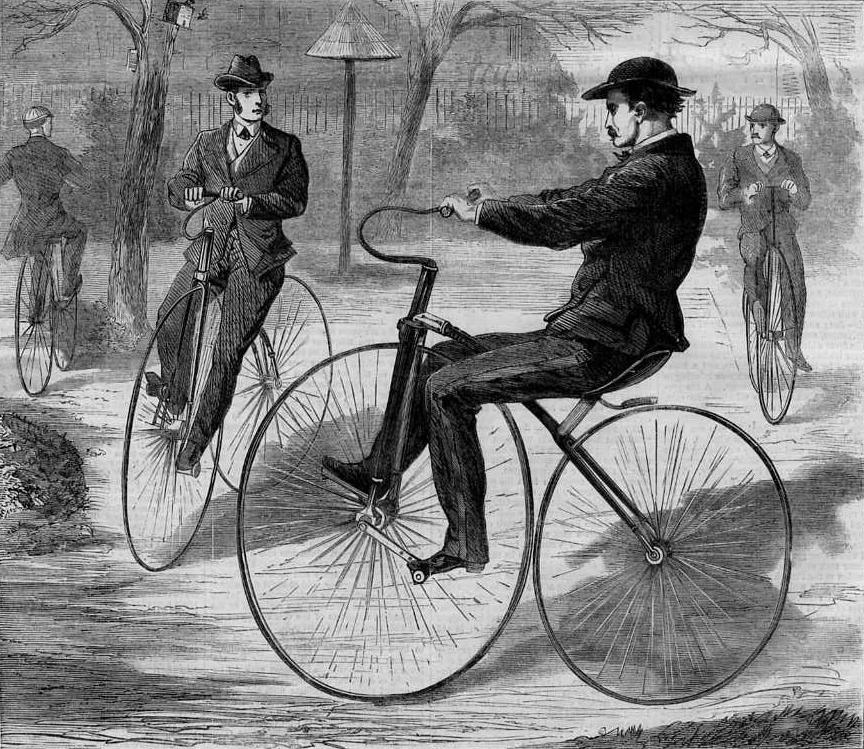
The American Velocipede, 1868, da Harper's Weekly

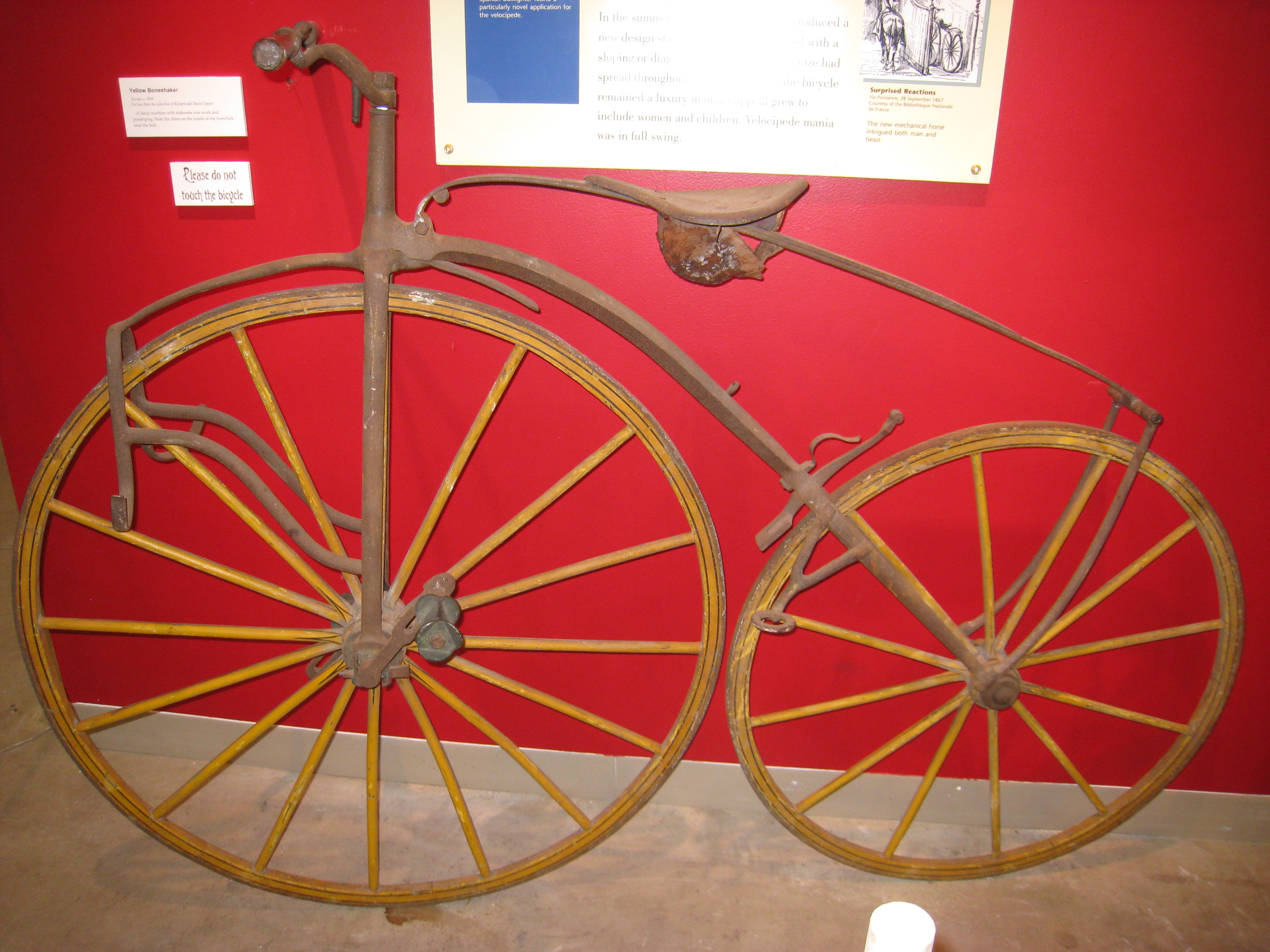
"Boneshaker" europeo del 1868

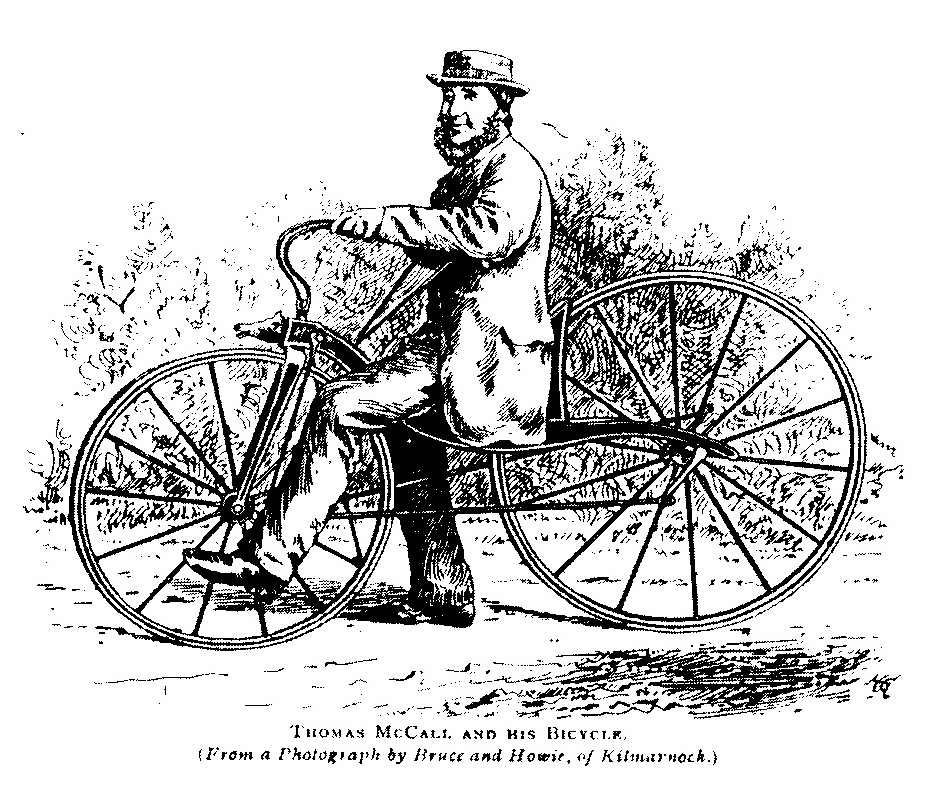
Thomas Mccall nel 1869 sul suo velocipede

Velocipede, secondo l'accezione comune, è il nome attribuito agli antenati dell'odierna bicicletta. Tale è anche l’interpretazione di vari vocabolari.
In realtà il termine è di uso corrente tecnico e giuridico. Infatti nel codice della strada italiano, e di conseguenza nei documenti tecnici degli enti preposti alla viabilità, indica tutti i veicoli mossi dalla forza muscolare del conducente, ed eventualmente anche dei passeggeri, mediante leve o pedali. Tra questi le biciclette, i tricicli, le ciclovetture, i risciò, ecc. La propulsione muscolare può essere anche supportata da un motore elettrico come nel caso della bicicletta a pedalata assistita (evoluzione dell'antesignana bicimotore), la cui potenza massima non superi i 250 watt e la cui assistenza sia fornita soltanto se il veicolo procede ad una velocità inferiore a 25 km/h; solo a queste condizioni il velocipede continua ad essere assimilato ad un veicolo senza motore.

## Storia
Tra i primi velocipedi si annoverano esemplari a singola ruota, a due, a tre come i tricicli e anche a quattro o cinque ruote.
Monociclo e biciclo avevano i pedali fissati direttamente sul mozzo della ruota anteriore, quelli a tre o quattro ruote avevano pedali e leve per muovere le ruote posteriori, secondo uno schema attuale su alcune auto giocattolo per bambini.
Il monociclo esiste tutt'oggi benché limitato nell'impiego ad attrezzatura ludico-acrobatica, modificato esclusivamente nei materiali (lega d'alluminio) o talvolta dotato di prolunghe del tubo sella per spettacoli circensi.
Il biciclo era caratterizzato da una ruota motrice anteriore molto più alta di quella posteriore e fu il frutto di parecchi anni d'intensa evoluzione.

## Evoluzione

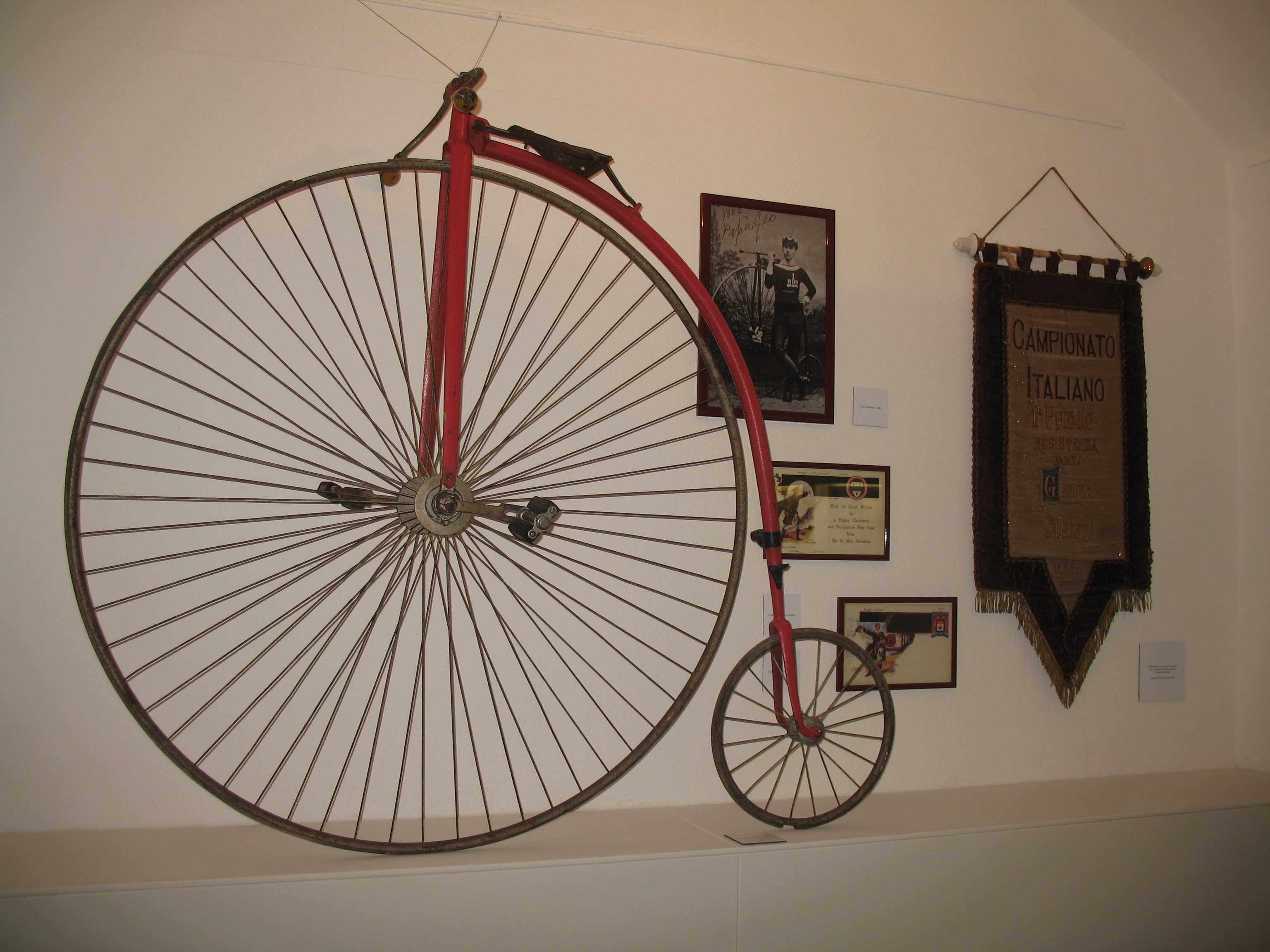
Un velocipede di fine XIX secolo al museo della storia del Genoa

Intorno al 1815 il nobile tedesco Karl Friedrich Drais von Sauerbronn inventò la draisina (in tedesco Laufmaschine) interamente in legno, attrezzata già di una sella e di un manubrio per governare la ruota anteriore. Debuttò il 12 giugno 1817. Ottenne un brevetto nel 1818. Fu il primo esempio di balance bicycle e divenne nota nel Regno Unito e Francia come draisine, draisienne (francese), vélocipède (francese), swiftwalker, dandy horse (in quanto molto apprezzata dai dandy) o Hobby horse.
Il termine "velocipede" fu coniato nel 1818 da Nicéphore Niépce per descrivere la sua versione di Laufmaschine, che includeva una sella regolabile. Ci vorranno però 40 anni perché il "velocipede" divenga d'uso comune, con la prima versione di bicicletta a pedali, sviluppata da Pierre Michaux, Pierre Lallement e dai fratelli Olivier negli anni '60.
Un meccanico inglese introdusse il ferro al posto del legno come materiale per il telaio, e assieme al londinese De-Knight costruì la hobby-horse pedestrian. Nel 1825, un altro inglese, Gorupes, presentò un pre-velocipede funzionante tramite l'azione delle braccia sulla ruota anteriore.
Il velocipede propriamente detto nacque nel 1838, attribuito al fabbro scozzese Kirkpatrick Mac Millan, che costruì un veicolo con la posteriore molto più grande di quella anteriore. Il sellino era collocato al di sopra ed in prossimità della ruota anteriore, sul semplice telaio ad arco che raccordava il cannotto dello sterzo alla ruota posteriore. Le grosse dimensioni della ruota anteriore servivano per aumentare la strada percorsa con un singolo giro di pedali e quindi la velocità. Era piuttosto difficile stare in equilibrio su questi mezzi la cui ruota anteriore raggiungeva spesso il metro e mezzo e le cadute erano spesso rovinose ma, nonostante questo, il velocipede conobbe un grande successo.
In Francia il primo velocipede a pedali fu presentato nel 1855, opera del fabbro parigino Michaux e primo a metterlo in produzione di serie, dal 1857, Sei anni dopo in collaborazione col padre realizzò il biciclo michaudine, caratterizzato dalla ruota anteriore più grande. La produzione di Michaux terminò nel 1871.

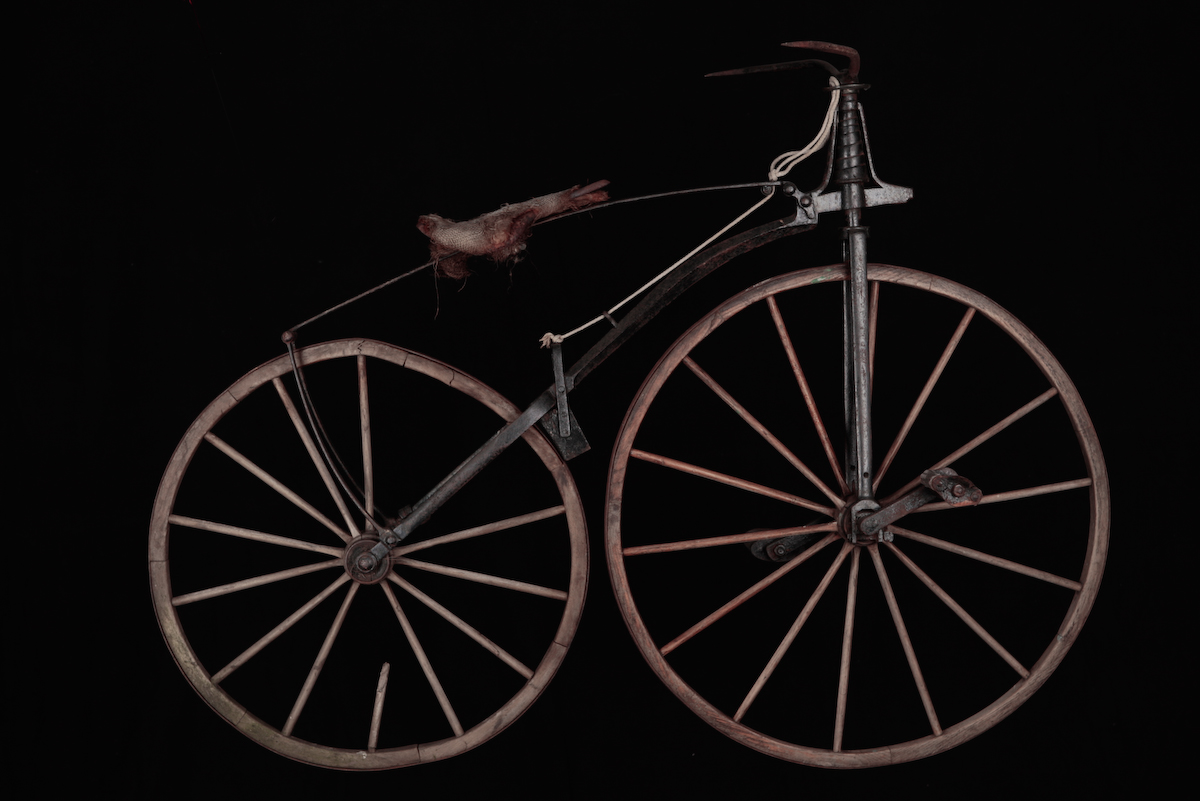
Il modello di Michaux con sella e manubrio

L'evoluzione continuò ad opera di francesi e inglesi, in particolare Pierre Lallement e James Carrol richiesero il primo brevetto americano per velocipede a due ruote nel 1867. Nel 1869 James Starley e William Hillman di Coventry idearono un velocipede battezzato 'Gran-Bì che venne brevettato l'anno seguente dai loro superiori (lavoravano in una fabbrica di automobili) col nome di "Ariel" e ne cominciarono una produzione industriale. Anche l'Ariel aveva la ruota anteriore più grande di quella posteriore.
in Italia invece il primo velocipede venne portato ad Alessandria, dall'industriale della birra Carlo Michel, di ritorno dall'Esposizione universale di Parigi del 1867. Con tale mezzo, l'imprenditore percorse le vie della città tra gli sguardi stupefatti dei concittadini.
In Italia nel 1869 l'orologiaio e fabbricante di pesi Raimondo Vallani presentò in occasione del carnevale di Modena un velocipede a tre ruote che riuscì a vendere per ben 200 lire, dando così l'avvio ad una piccola produzione di serie.
Boneshaker (o bone-shaker scuotitore di ossa) era il nome usato in Inghilterra dal 1869 per descrivere il velocipede. Si riferiva alla poca comodità dei viaggi sulle strade sterrate dell'epoca e telai e ruote interamente fatti da materiali rigidi come legno e acciaio.
L'introduzione dell'asfalto sulle strade rese molto più confortevole il viaggio e i velocipedi non furono più così disagevoli. Nel 1891 L'Industrie Vélocipédique descriveva "La Société Parisienne de constructions Velo" come la più vecchia industria di Francia del settore, fondata nel 1876 da M. Reynard, e premiata con Diploma of honour alla Exposizione universale del 1878.

## Uso ferroviario
Le ferrovie americane usarono spesso tricicli handcar operati da una singola persona. Vennero chiamati "railway velocipede" o "railroad velocipede".

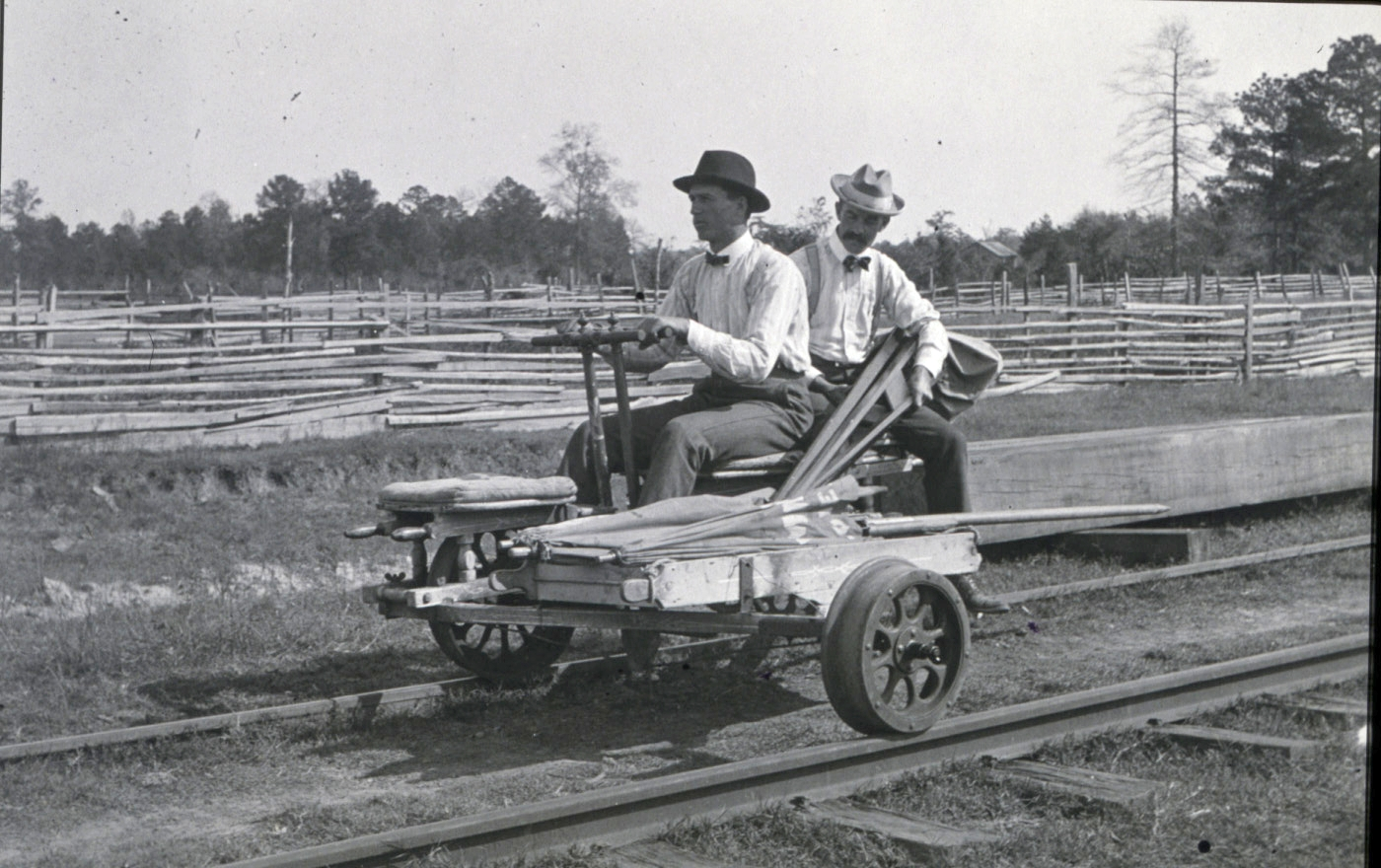
Triciclo o handcar su un binario
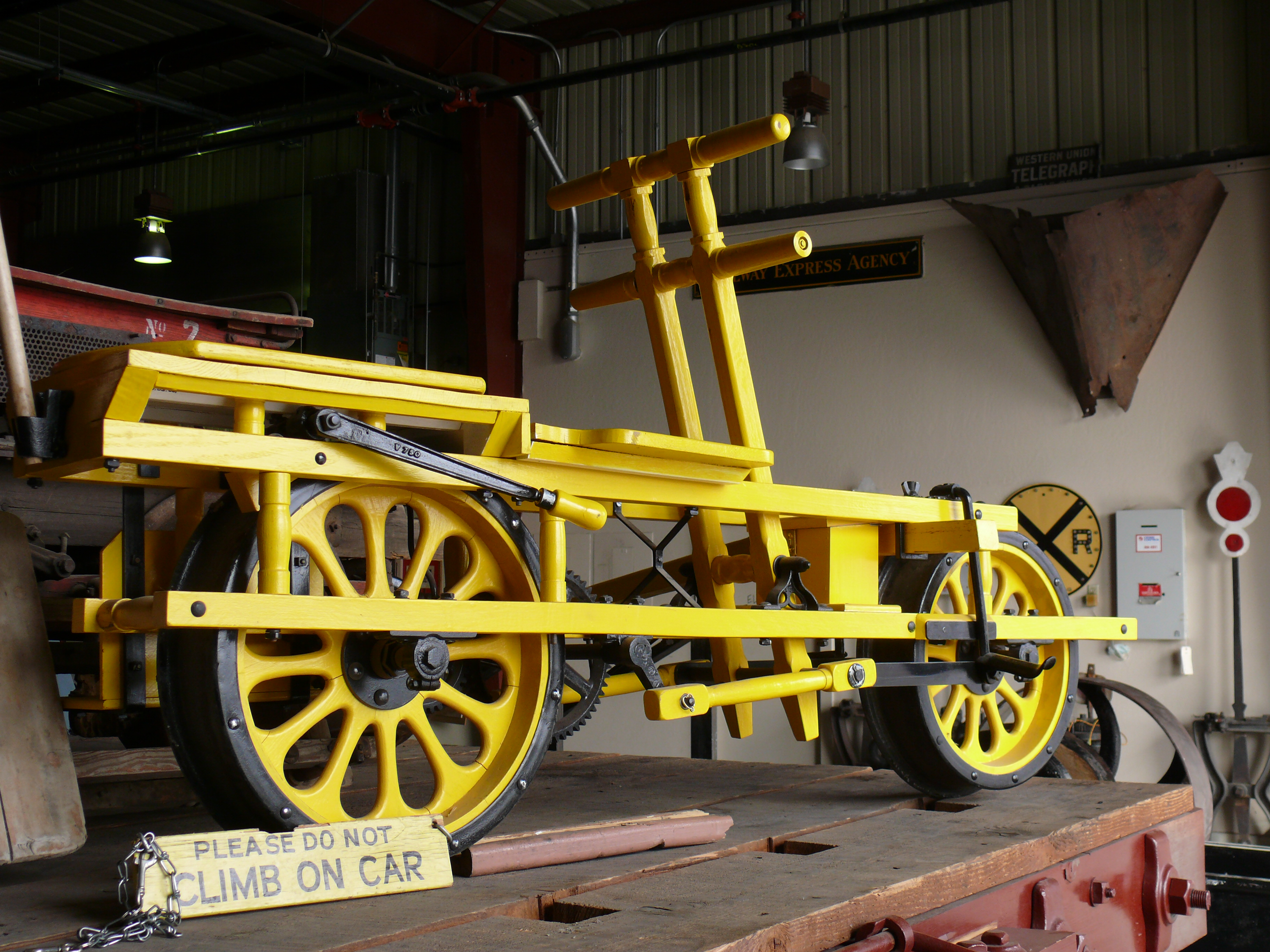
Railway Velocipede o handcar presso il Nevada State Railroad Museum
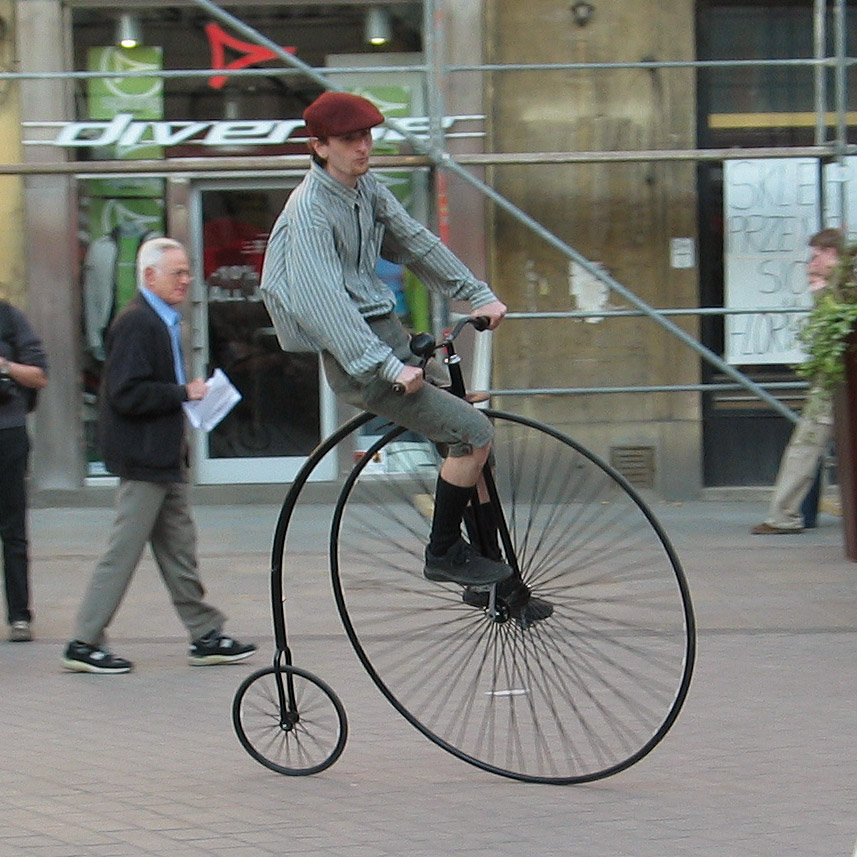
Un velocipede biciclo utilizzato in tempi moderni

## Brevetti
- (EN)  US59915, United States Patent and Trademark Office, Stati Uniti d'America. – Velocipede (reissued as RE7972)
- Djboutian patent 31,445 Velocycle